# جوزيبي مورا
جوزيبي مورا (بالإيطالية: Giuseppe Mura)‏ مواليد 1943، هو ملاكم محترف إيطالي سابق صنّف ضمن فئة وزن الديك. سبق أن شارك في دورة الألعاب الأولمبية الصيفية سنة 1968. حقق الميدالية الذهبية في ألعاب البحر الأبيض المتوسط 1967.

## إحصائيات
خاض خلال مسيرته 25 نزالا، فاز في 22 وتعادل في 1 وخسر في 2. فاز بالضربة القاضية في 10 نزالات.

## الميداليات
| الميدالية | المسابقة                        |
| --------- | ------------------------------- |
| ذهبية     | ألعاب البحر الأبيض المتوسط 1967 |

## روابط خارجية
- جوزيبي مورا على موقع بوكس ريك (الإنجليزية) (registration required)
- جوزيبي مورا على موقع أوليمبيديا (الإنجليزية)